# Philipp Wobeto
Philipp Wobeto (5 giugno 1991) è un bobbista e velocista tedesco.

## Biografia
Ex-velocista nell'atletica leggera, nel 2011 prese parte al campionato nazionale indoor, non riuscendo a superare le batterie nei 60 m, e a quello outdoor under 23, dove si piazzò sesto nei 100 m.
Compete nel bob dal 2012 come frenatore per la squadra nazionale tedesca. Debuttò in Coppa Europa a gennaio del 2013 negli equipaggi pilotati da Nico Walther e Matthias Böhmer. Si distinse nelle categorie giovanili vincendo la medaglia d'argento ai campionati mondiali juniores di Winterberg 2014 nel bob a quattro con Böhmer a condurre la slitta.
Esordì in Coppa del Mondo nella stagione 2014/15, il 20 dicembre 2014 a Calgary dove si piazzò quinto nel bob a quattro e ottenne il suo primo podio il 6 dicembre 2015 a Winterberg nella stessa specialità (terzo con Nico Walther alla guida).

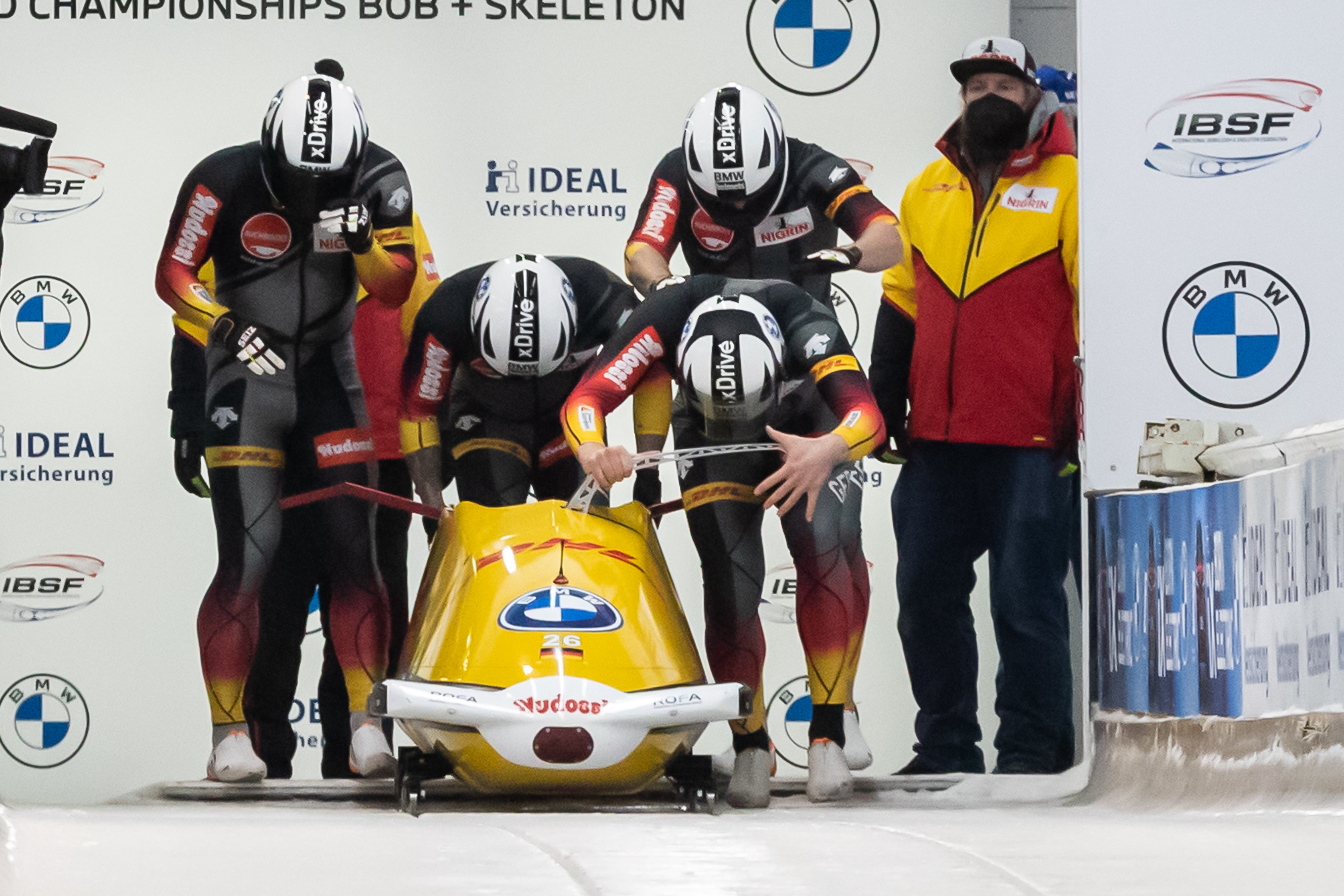
Wobeto (al centro, dietro) in gara nel bob a quattro ai campionati mondiali di Altenberg 2021

Ha partecipato a tre edizioni dei campionati mondiali, vincendo in totale una medaglia. Nel dettaglio i suoi risultati nelle prove iridate sono stati, nel bob a quattro: ottavo a Whistler 2019 e sesto ad Altenberg 2021; nella gara a squadre: medaglia d'argento a Schönau am Königssee 2017 e non partito a Whistler 2019.
Ha inoltre vinto due titoli nazionali nel bob a quattro (2018 e 2021).

## Palmarès

### Mondiali
- 1 medaglia:
  - 1 argento (gara a squadre a Schönau am Königssee 2017).

### Mondiali juniores
- 1 medaglia:
  - 1 argento (bob a quattro a Winterberg 2014).

### Coppa del Mondo
- 1 podio (nel bob a quattro):
  - 1 terzo posto.

### Campionati tedeschi
- 6 medaglie:
  - 2 ori (bob a quattro a Schönau am Königssee 2018[2]; bob a quattro a Schönau am Königssee 2021[3]);
  - 4 argenti (bob a due, bob a quattro ad Altenberg 2013[4]; bob a quattro a Winterberg 2015[5]; bob a quattro a Schönau am Königssee 2017[6]).

### Circuiti minori

#### Coppa Europa
- 4 podi (1 nel bob a due, 3 nel bob a quattro):
  - 1 vittoria (nel bob a due);
  - 2 secondi posti;
  - 1 terzo posto.